# Liste der Kulturdenkmäler in Dierbach
In der Liste der Kulturdenkmäler in Dierbach sind alle Kulturdenkmäler der rheinland-pfälzischen Ortsgemeinde Dierbach aufgeführt. Grundlage ist die Denkmalliste des Landes Rheinland-Pfalz (Stand: 14. August 2023).

## Einzeldenkmäler
| Bezeichnung            | Lage                                  | Baujahr                           | Beschreibung                                                                                          | Bild                           |
| ---------------------- | ------------------------------------- | --------------------------------- | --- | ------------------------------ |
| Grabmal                | Friedhofstraße, auf dem Friedhof Lage | um 1881                           | Grabmal Heinrich Adam, neubarocke puttenbekrönte Marmorädikula, um 1881                               | weitere Bilder Fotos hochladen |
| Hofanlage              | Hauptstraße 14 Lage                   | um 1800                           | Hakenhof; eingeschossiges Fachwerkhaus, um 1800                                                       | Fotos hochladen                |
| Hofanlage              | Hauptstraße 20 Lage                   | 1811                              | Hofanlage; eingeschossiges Fachwerkhaus, bezeichnet 1811 (Bild)                                       | Fotos hochladen                |
| Hofanlage              | Hauptstraße 22 Lage                   | 1802                              | Hakenhof; eingeschossiges Fachwerkhaus, bezeichnet 1802 (Bild)                                        | Fotos hochladen                |
| Wohnhaus               | Hauptstraße 28 Lage                   | 1837                              | eingeschossiges Fachwerkwohnhaus, bezeichnet 1837 (Bild)                                              | Fotos hochladen                |
| Hofanlage              | Hauptstraße 37 Lage                   | um 1800                           | Dreiseithof; nachbarockes Fachwerkhaus, teilweise massiv, Krüppel- und Fußwalmdach, wohl um 1800      | Fotos hochladen                |
| Hofanlage              | Hauptstraße 40 Lage                   | 19. Jahrhundert                   | Dreiseithof, 19. Jahrhundert; eingeschossiges Wohnhaus, Anfang des 19. Jahrhunderts                   | Fotos hochladen                |
| Hofanlage              | Hauptstraße 46 Lage                   | Anfang des 19. Jahrhunderts       | Hakenhof; eingeschossiges Fachwerkhaus, Anfang des 19. Jahrhunderts                                   | Fotos hochladen                |
| Hofanlage              | Hauptstraße 66 Lage                   | um 1800                           | Hofanlage; Fachwerkhaus, teilweise massiv, um 1800                                                    | Fotos hochladen                |
| Wohnhaus               | Hauptstraße 69 Lage                   | erste Hälfte des 19. Jahrhunderts | Fachwerkhaus, teilweise massiv oder verschiefert, erste Hälfte des 19. Jahrhunderts                   | Fotos hochladen                |
| Wohnhaus               | Hauptstraße 79 Lage                   | Anfang des 19. Jahrhunderts       | Fachwerkhaus, teilweise massiv, Anfang des 19. Jahrhunderts                                           | Fotos hochladen                |
| Wohnhaus               | Jahnstraße 3 Lage                     | 1817                              | eingeschossiges Fachwerkhaus, bezeichnet 1817 (Bild)                                                  | Fotos hochladen                |
| Wohnhaus               | Jahnstraße 4 Lage                     | spätes 18. Jahrhundert            | barockes Fachwerkwohnhaus, spätes 18. Jahrhundert                                                     | Fotos hochladen                |
| Hofanlage              | Jahnstraße 7 Lage                     | 1804                              | Vierseithof; zweiflügeliges Fachwerkhaus, teilweise massiv, bezeichnet 1804 Bild                      | Fotos hochladen                |
| Protestantische Kirche | Kirchgasse 5 Lage                     | Anfang des 16. Jahrhunderts       | ehemals St. Anna; spätgotischer Saalbau, Anfang des 16. Jahrhunderts, Umbau 1606, barocker Dachreiter | weitere Bilder Fotos hochladen |